# Allerheiligen (Darshofen)

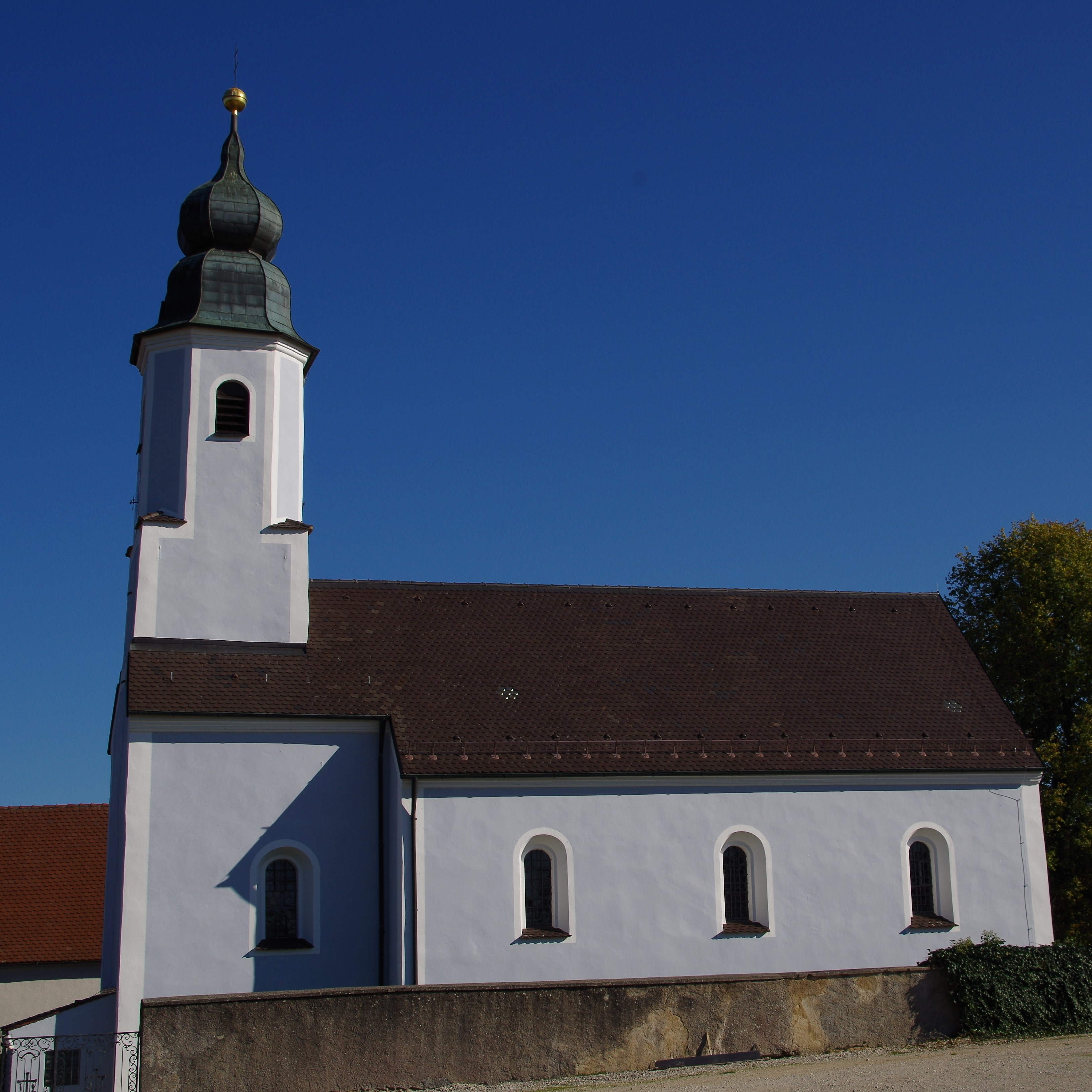
Allerheiligen (Darshofen)

Die römisch-katholische, denkmalgeschützte Pfarrkirche Allerheiligen steht im Pfarrdorf Darshofen, einem Gemeindeteil der Stadt Parsberg im Landkreis Neumarkt in der Oberpfalz in Bayern. Die Kirche gehört zum Pfarrverband Velburg im Dekanat Habsberg des Bistums Eichstätt. Das Bauwerk ist unter der Denkmalnummer D-3-73-151-12 als Baudenkmal in die Bayerische Denkmalliste eingetragen.

## Beschreibung
Die Saalkirche wurde 1716–19 anstelle des eingestürzten Vorgängerbaus errichtet und 1912 umgebaut. Sie besteht aus einem Langhaus, einem eingezogenen, gerade geschlossenen Chor im Norden, in dem der Chorturm integriert ist, dessen achteckiges oberstes Geschoss den Glockenstuhl beherbergt, und der mit einer eingeschnürten Glockenhaube bedeckt ist.
Der Innenraum des Chors ist mit einem Kreuzgratgewölbe überspannt, der des Langhauses mit einem Stichkappengewölbe. Die Deckenmalerei stammt aus der Bauzeit. Zur Kirchenausstattung gehören der Hochaltar, dessen Altarretabel beidseitig von je zwei Säulen flankiert wird, zwei Seitenaltäre und die Kanzel aus der Mitte des 18. Jahrhunderts.